# André de Gaète
André de Gaète est brièvement duc de Gaète de 1111 à 1113.

## Biographie
André est le fils aîné du duc Richard de Gaète, d'origine normande, et de Rangarda, liée aux comtes de Fondi et descendante du duc Docibilis Ier de Gaète.
En 1111, il succède à son père à la tête du Duché de Gaète et prête serment à Gérard, abbé du Mont-Cassin, à qui il jure de protéger les biens de l'abbaye dans la Terra Sancti Benedicti (en) (« Terre de Saint Benoît »), en particulier le château et les terres de Pontecorvo.
André meurt prématurément et sans héritier en 1113. Son successeur est Jonathan, membre de la famille Drengot.